# Plogging
Plogging (ploganje) je kombinacija trčanja i prikupljanja smeća. Naziv potječe od švedskog glagola plogga koji je nastao kombiniranjem glagola plocka upp (prikupljati) i jogga (džogirati). Plogging je započeo kao organizirana aktivnost u Švedskoj oko 2016. te se od 2018. godine proširio i na mnoge druge države. Kako se povećava svjesnost problema onečišćenja okoliša tako ploganje postaje sve popularnije. Kao oblik vježbanja radi se o kombinaciji trčanja, hodanja, džogiranja i pokreta kao što su saginjanje, čučanje i istezanje. Procjenjuje se da oko dva milijuna ljudi svakodnevno ploga u preko stotinu zemalja. Neka organizirana ploganja okupila su i preko tri milijuna sudionika.